# Pardosa ecatli
Pardosa ecatli là một loài nhện trong họ Lycosidae.
Loài này thuộc chi Pardosa. Pardosa ecatli được Mauricio Jiménez miêu tả năm 1985.